# Paralimnophila eungella
Paralimnophila eungella är en tvåvingeart som beskrevs av Günther Theischinger 1996. Paralimnophila eungella ingår i släktet Paralimnophila och familjen småharkrankar. Inga underarter finns listade i Catalogue of Life.